# Nueva EPS
Nueva EPS es una Entidad promotora de salud (EPS) en Colombia; se fundó en el año 2008 como resultado de la transformación del Sistema de salud en Colombia.
Es la EPS más grande de Colombia. Cuenta con aproximadamente 10.8 millones de afiliados.

## Historia
El 1 de agosto de 2008 Nueva EPS empezó a operar con la misión de reemplazar a la EPS del Instituto de Seguros Sociales, una entidad que había presentado dificultades en la prestación de servicios.
El 3 de abril de 2024 la EPS es intervenida por la Superintendencia de Salud debido a irregularidades contables.

## Propiedad
Los principales socios de la EPS son varias Caja de Compensación Familiar como: Cafam, Colsubsidio, Compensar, Comfenalco Valle, Comfenalco Antioquia y Comfandi.
Además, la Nueva EPS hace parte del Ministerio de Hacienda y Crédito Público.